# Archidendron arborescens
Archidendron arborescens är en ärtväxtart som först beskrevs av André Joseph Guillaume Henri Kostermans, och fick sitt nu gällande namn av Ivan Christian Nielsen. Archidendron arborescens ingår i släktet Archidendron och familjen ärtväxter. Inga underarter finns listade i Catalogue of Life.